# Los girasoles ciegos
Los girasoles ciegos è un film del 2008 diretto da José Luis Cuerda.

## Riconoscimenti (parziale)
- Premio Oscar
  - 2009 - Candidatura al miglior film straniero